# Tangconstructie
Een tangconstructie is in talen als het Nederlands en het Duits een zinsconstructie waarbij woorden die bij elkaar horen, ver uit elkaar staan en een groot deel van de zin daarmee als een tang omsluiten. De betreffende woorden worden meestal gescheiden door een of meer bijzinnen. Tangconstructies met een zeer grote afstand tussen de woorden zijn vaak moeilijk te begrijpen, ook al zijn ze in grammaticaal opzicht correct.

## Uitwerkingen
In de zin
- Terwijl we in de wachtkamer rustig op onze beurt zaten te wachten, werd er een door een dolle hond in zijn been gebeten man binnengebracht, die natuurlijk voor ging.

horen een en man bij elkaar, maar deze twee woorden worden door een hele woordgroep in de vorm van een beknopte bijzin gescheiden. Zij houden die woordgroep in een "tang", en dat verklaart de benaming van deze constructie.

## Moeilijkheid
Tangconstructies kunnen voor lezers moeilijk te ontcijferen zijn, doordat zij een groot beroep op hun geheugen doen. Wanneer de tweede poot van de tang bereikt wordt, moeten ze zich immers nog herinneren hoe de eerste, bijbehorende poot ook weer luidde. Hieruit volgt dat een tangconstructie moeilijker te bevatten is naarmate:
- het eerste deel van de tang meer betekenis met zich meedraagt, en
- het tweede deel van de tang verder van het eerste verwijderd is.

### Betekenisdracht
De betekenis die het eerste deel van de tang met zich meedraagt, moet niet worden verward met de betekenis van dat eerste deel.
In de voorbeeldzin hierboven heeft het lidwoord een de betekenis mee van "de een of andere", maar de meegedragen betekenis is veel ruimer: alles wat aan dat lidwoord voorafgaat, moet ook door de lezer worden onthouden. De zin zou dan ook eenvoudiger zijn geweest als de tangconstructie geheel vooraan had gestaan:
- Een door een dolle hond in zijn been gebeten man werd binnengebracht terwijl we in de wachtkamer rustig op onze beurt zaten te wachten.

### Afstand
De tangconstructie zou ook begrijpelijker zijn geworden als de afstand tussen de tangdelen kleiner was geweest:
- Terwijl we in de wachtkamer rustig op onze beurt zaten te wachten, werd er een door een dolle hond gebeten man binnengebracht, die natuurlijk voor ging. Hij was gewond aan zijn been.

## Alternatieven
In handboeken wordt veelal afgeraden tangconstructies te gebruiken. Dit komt er in de praktijk op neer dat er geen grote afstand moet bestaan tussen de twee tangdelen (ook wel "grijpers" genoemd). Het criterium "groot" is subjectief; in de zin
- De zieke man werd onmiddellijk behandeld.

zal niemand zich eraan storen dat de en man door een woord worden gescheiden. De constructie vraagt geen inspanning van de lezer.
Wordt deze inspanning wel gevergd, dan kan als oplossing het tussengedeelte tussen de tangdelen worden weggehaald. De bijzin wordt dan omgevormd tot een tweede hoofdzin:
- Terwijl we in de wachtkamer rustig op onze beurt zaten te wachten, werd er een man binnengebracht; hij was door een dolle hond in zijn been gebeten en ging natuurlijk voor.

## Typen tangconstructies
De bekendste tangconstructies zijn van vier soorten:

### Bijzintang of nesting
- Het was niet duidelijk wie, toen de vlammen uit het dak waren geslagen, de brandweer had opgebeld.

Hier is een bijzin ingesloten in een (onderstreepte) andere bijzin. Een alternatief zou zijn:
- Het was niet duidelijk wie de brandweer had opgebeld, toen de vlammen uit het dak waren geslagen.

### Onderwerp-persoonsvormtang
Onderwerp en gezegde kunnen als tangdelen ver uiteen staan:
- Spreker, die geen van de aanwezigen tekort wilde doen en reeds lange tijd bij het bewogen verleden van de jubilaris had verwijld, vestigde nu de aandacht op enkele recente prestaties.

Zonder tang (door toevoeging van hij):
- Spreker wilde geen van de aanwezigen tekortdoen en had reeds lange tijd bij het bewogen verleden van de jubilaris verwijld; thans vestigde hij de aandacht op enkele recente prestaties.

### Werkwoordelijke tang
Werkwoorden kunnen als tangdelen ver uiteen staan:
- Hij heeft alle ingelegde gelden op de meest gewetenloze wijze en in zeer korte tijd verkwanseld.

Zonder tang:
- Hij heeft alle ingelegde gelden verkwanseld, en wel op de meest gewetenloze wijze en in zeer korte tijd.

### Lidwoord-naamwoordtang of de nominale tang
Lidwoord en naamwoord kunnen als tangdelen ver uiteen staan, zoals in het voorbeeld van de man en de dolle hond:
- ...een door een dolle hond in zijn been gebeten man...

## Aanvullende voorbeelden
- Het programma werd op diverse wijd verspreide locaties, waaronder het Paleis van Justitie in Brussel, de Meir in Antwerpen, de Amsterdamse dierentuin Artis en het Waddeneiland Terschelling, opgenomen.
- In Volendam vond vrijdagmorgen de condoleance voor de kleurrijke artiestenmanager Jaap Buijs, die afgelopen zaterdag op 69-jarige leeftijd overleed aan de gevolgen van slokdarmkanker, plaats.[2]

Beide zinnen zijn te vereenvoudigen door een woord te verplaatsen:
- Het programma werd opgenomen....
- In Volendam vond vrijdagmorgen de condoleance plaats...
- In Volendam vond vrijdagmorgen de condoleance voor de kleurrijke artiestenmanager Jaap Buijs plaats...

In het laatste geval is de tang niet verdwenen, maar wel kleiner geworden, doordat de bijzin met biografische gegevens buiten de tang gebracht is. Tangconstructies ontstaan vaak door het achteraf toevoegen van informatie aan een zin.
Ingewikkelder is:
- De voorzitter sprak de in groten getale naar de buitengewone algemene vergadering gekomen aandeelhouders met veel vuur en verve maar ook met de hem eigen zin voor humor gedurende meer dan drie kwartier toe.

Deze zin kan men vereenvoudigen door de twee delen dichter bij elkaar te brengen ("toe" na "aandeelhouders" plaatsen). Een andere mogelijkheid is verplaatsing en opdeling:
- De voorzitter sprak de aandeelhouders toe (verplaatsing) die in groten getale naar de buitengewone algemene vergadering gekomen waren. (vervolgens opdeling) Hij deed dit met veel vuur en verve maar ook met de hem eigen zin voor humor gedurende meer dan drie kwartier.

Deze zin bevat oorspronkelijk een dubbele tangconstructie:
- de in groten getale naar de buitengewone algemene vergadering gekomen aandeelhouders

is ook op zichzelf namelijk een tangconstructie.

## Ambtelijke taal
Een van de kenmerken van "ambtelijk taalgebruik" is het veelvuldig gebruik van tangconstructies. Dit is niet zozeer taalgebruik door ambtenaren, als wel een stijlvorm die vaak wordt geassocieerd met brieven van overheidsinstanties en andere officiële organen.
- de met het onderzoek belaste inspecteurs
- de door de in artikel 32 bedoelde inrichting veroorzaakte verontreiniging
- de vóór de datum van inwerkingtreding van het decreet ingediende aanvragen.